# Nandurbar
Nandurbar ist eine Stadt im Bundesstaat Maharashtra im Westen Indiens. Sie ist Verwaltungssitz des gleichnamigen Distrikts Nandurbar. Nandurbar ist in 33 Wards (Wahlkreise) gegliedert und wird als Municipal Council verwaltet. Von Nandurbar aus sind es nach Mumbai 398 Kilometer.

## Demografie
Die Einwohnerzahl der Stadt liegt laut der Volkszählung von 2011 bei 111.037. Nandurbar hat ein Geschlechterverhältnis von 934 Frauen pro 1000 Männer und damit einen für Indien üblichen Männerüberschuss. Die Alphabetisierungsrate lag bei 88,1 % im Jahr 2011. Knapp 74,3 % der Bevölkerung sind Hindus, ca. 21,4 % sind Muslime, ca. 2,1 % sind Jainas, ca. 0,9 % sind Christen, ca. 0,8 % sind Buddhisten und ca. 0,4 % gehören anderen oder keiner Religionen an. 11,8 % der Bevölkerung sind Kinder unter sechs Jahren.

## Infrastruktur
Nandurbar wird von einer Station des indischen Eisenbahnnetzes angefahren. Es gibt auch staatliche Transportbusse. Nandurbar ist mit Madhya Pradesh und Gujarat über State Highways verbunden.